# Galižana
Galižana (Italià i Istriot: Gallesano) és un poble del sud de la península d'Ístria a Croàcia. És una de les darreres poblacions on encara es poden trobar parlants de la llengua pròpia de l'Ístria, l'istriot que rep el nom local de gallesanese.